# Álvaro Uribe Rueda
Álvaro Uribe Rueda (Bucaramanga, 6 de mayo de 1923-Bogotá, 20 de diciembre de 2007) fue un político e historiador colombiano. 
Abogado de la Universidad Nacional de Colombia, fue secretario de hacienda de Santander, diputado de varias asambleas departamentales, representante a la cámara y senador. En los años 1960 fundó junto con Alfonso López Michelsen el Movimiento Revolucionario Liberal (MRL) que nació como reacción al pacto del Frente Nacional. Embajador de Colombia en México. Escritor y profesor universitario.

## Biografía
Uribe Rueda hizo sus estudios de bachillerato en el Colegio Mayor de San Bartolomé de Bogotá. ilustre claustro que albergó destacadas figuras de la política y concluyó su carrera universitaria en Derecho y Ciencias Políticas en la Universidad Nacional de Colombia, donde fue alumno de Alfonso López Michelsen, Carlos Lleras Restrepo, Gerardo Molina Ramírez y Antonio Valencia Zea, entre otros.  Comenzó su carrera profesional y montó una oficina de seguros que compartió con Hernán Valbuena y Felipe Salazar Santos, en el edificio de Seguros Bolívar en la calle 17 con carrera séptima de Bogotá. En los últimos años antes de su muerte se había dedicado a estudiar la colonización española y sobre la base de ese estudio preparaba un libro llamado "La otra cara de la luna" que finalmente quedó inconcluso. 

### Trayectoria política
Durante su vida política Uribe Rueda fue concejal de Bucaramanga y Bogotá, diputado a la Asamblea de Cundinamarca, representante a la Cámara, Senador de la República, Presidente del directorio Liberal de Bogotá y del Directorio Nacional. Embajador en México y candidato presidencial.
Álvaro Uribe Rueda fue apodado "el condecito" por un pariente “El conde de Cuchicute y Márquez de Majavita, José María Rueda Gómez”. Consiguió uno de sus principales logros políticos con el Movimiento Revolucionario Liberal (MRL). En 1959 comenzó la vida de este Movimiento bajo la dirección de López Michelsen y Uribe Rueda, muy pronto se convirtió en fuerza política de orientación popular, con dirigentes en todas las regiones; la luna de miel duró hasta 1964, cuando comenzaron las desavenencias, se dividió en las elecciones para corporaciones públicas, formando dos líneas: Blanda y Dura. Por un lado la llamada línea blanda que estuvo encabezada por Alfonso López Michelsen, que ganó con 381.847 votos; mientras que la línea dura, en mando de Álvaro Uribe Rueda, obtuvo 21.219 votos. Esto fue la premonición de quien sería el presidente. En 1968 el MRL dejó de existir por la "similitud de sus programas con los que pone en práctica el presidente Carlos Lleras" y se consolidó con el ingreso de López Michelsen al gobierno de Carlos Lleras, primero como gobernador del César y después como canciller.
A partir de este momento las relaciones entre López y Uribe se enfriaron un tiempo largo, entre otras cosas, porque López decidió unirse al Frente Nacional. y a su vez el gobierno de Misael Pastrana, nombrara a Uribe como embajador de Colombia ante el gobierno de México por cuatro años.

Uribe Rueda fue un brillante orador, uno de los grandes parlamentarios y su vibrante discurso engalanaba el Senado de la República de Colombia, se recuerda entre otros, su airosa defensa de Alfonso López Michelsen en el famoso caso de Contadora. Uribe era un estudioso y preparaba sus intervenciones con mucho cuidado, rigor histórico y dedicación.Uribe Rueda fue por largo tiempo parte de la baraja de los presidenciables, pero sus intentos fracasaron.

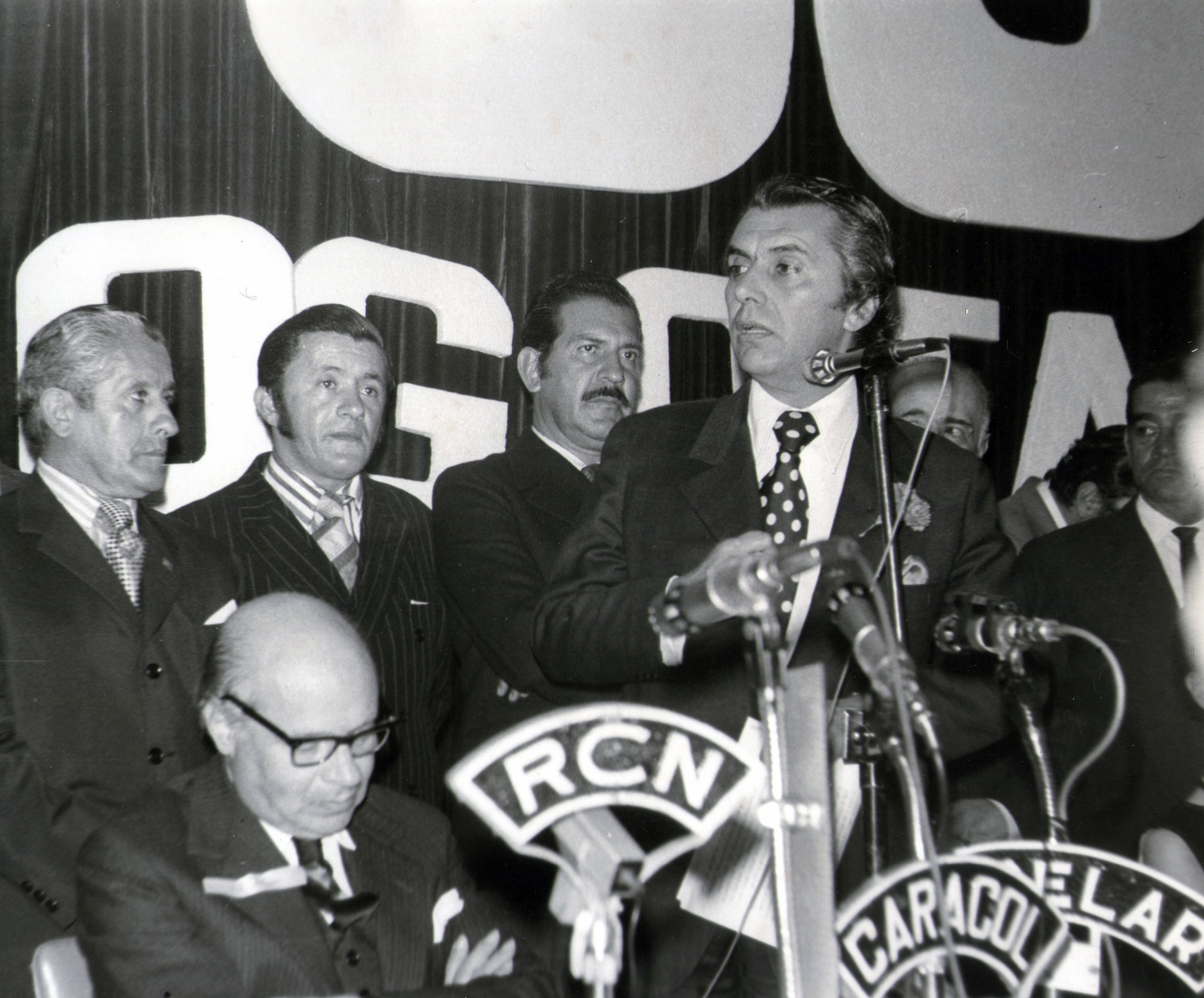
Uribe y López Fundadores del MRL

### Trayectorias periodística y literaria
Nueva Crítica
El grupo en mención responsabilizo a Uribe Rueda de la dirección de la revista, con el fin  de  representar las nuevas figuras de la política, contra el Frente Nacional y todo lo que ello significaba. El expresidente Alfonso López Pumarejo quién vivía en la calle 18 entre carreras 7 y 6, frente a la famosa librería Grancolombia, centro de intelectuales, alentaba al grupo de Nueva Crítica y con regularidad almorzaba con Uribe y Salazar Santos.
No contentos con la revista decidieron fundar un periódico, semanario, ante la necesidad de mayor penetración política ante las bases populares, que se llamó La Calle.
Semanario La Calle
La presencia de este semanario en las calles fue una bocanada de aire democrático y el abrebocas de la creación de una nueva fuerza política en el país. La coyuntura exigió solicitarle al doctor López Michelsen, quién se encontraba en México, que regresara a país y encabezara la nueva fuerza, no lo hizo pero envió una carta bien documentada que se convirtió en la línea política del futuro Movimiento Revolucionario Liberal (MRL); en ella López después de hacer un análisis del país, hacía una fuerte crítica al Frente Nacional y a la alternación en el poder. A la redacción de la Calle llegaron seis meses más tarde, Ramiro de la Espriella y Jaime Lopera.
Años más tarde Uribe Rueda se retiró y dejó atrás la intensa vida política y la militancia en la izquierda para centrarse en cultivar su espíritu con la soledad de la lectura y la escritura de libros de historia. De esta etapa se destaca un libro fantástico titulado "Bizancio el dique iluminado" (ed. Herder, Bogotá 1998, 612 págs). En éste el autor sostiene que a Bizancio le debe Europa su propia formación. Se trata de una obra de tesis sin que se pueda calificar de polémica, porque es evidente que, sin la presencia del Imperio Bizantino, lo que conocemos como civilización Occidental, de la cual forma parte Colombia, no existiría. El Islam, en sus épocas de mayor esplendor y de menor beligerancia, contribuyó a enriquecer desde el Mediterráneo nuestra cultura. Posteriormente fue el Imperio Otomano, con su infinita capacidad ofensiva, que dio al traste con Bizancio.
Entre sus obras más destacadas obras están: Entre la utopía y la mafia (1972), El sol de Contadora alumbró los derechos de Colombia (198), Recorrido a la intemperie (1982), la batalla del golfo (1987), La quiebra de los partido (1990, en este el autor fue un visionario de la caída de los partidos tradicionales). 
Su último libro La otra cara de la luna, forma parte de un amplio proyecto concebido por el autor y precede a su libro anterior Bizancio, el dique iluminado, que reflexiona acerca de la concepción mística del universalismo, las raíces judías y helénicas, y la herencia cristiana. Este último libro es la continuación histórica-política, de donde Uribe Rueda realiza un recorrido desde la España medieval, hasta la conquista americana, finalizando en el siglo XVIII. Algunos temas políticos y económicos de los siglos XIX y XX son esbozados en el libro, pero quedaron incompletas ante su fallecimiento. Sin embargo, a pesar de faltar estas partes finales que dejan truncadas las reflexiones sobre la independencia y el siglo XIX, sus herederos junto con la Universidad de los Andes (Colombia) se propusieron llevar estos extensos y eruditos contenidos a la luz pública (2014).
Falleció el 20 de diciembre de 2007 por una complicación pulmonar.

## Familia
Se casó con la pintora bogotana Ana Vejarano, y amiga íntima de Marta Traba. Tuvieron tres hijos: Cristina, arquitecta hotelera de la universidad Javeriana, Juan Antonio, administrador de empresas, experto en seguros y Elena, comunicadora social y música. Tuvo siete nietos. 